# Roppaneura beckeri
Roppaneura beckeri är en trollsländeart som beskrevs av Santos 1966. Roppaneura beckeri ingår i släktet Roppaneura och familjen Protoneuridae. Inga underarter finns listade i Catalogue of Life.